# Coll Arenós (de Colieto)
El Coll Arenós és una collada que es troba en el terme municipal de la Vall de Boí, a la comarca de l'Alta Ribagorça, i dins del Parc Nacional d'Aigüestortes i Estany de Sant Maurici.
El coll està situat a 2.790,7 metres d'altitud, entre els Pics de Comalespada (NNO) i la Punta Alta de Comalesbienes (S), en la carena que separa l'occidental Capçalera de Caldes de l'oriental Vall de Colieto.

## Rutes[2]
- Per la Vall de Colieto: des del Refugi Joan Ventosa i Calvell, per l'Estany Gran de Colieto i Estany de la Roca.